# ديفيد طوماس (موسيقي)
ديفيد طوماس (بالإنجليزية: David Thomas) هو موسيقي ومغني ومغن مؤلف أمريكي، ولد في 14 يونيو 1953 في ميامي في الولايات المتحدة.

## وصلات خارجية
- دايفيد توماس على موقع الموسوعة البريطانية (الإنجليزية)
- دايفيد توماس على موقع ميوزك برينز (الإنجليزية)
- دايفيد توماس على موقع إن إن دي بي (الإنجليزية)
- دايفيد توماس على موقع أول ميوزيك (الإنجليزية)
- دايفيد توماس على موقع ديسكوغز (الإنجليزية)
- دايفيد توماس على موقع ديسكوغز (الإنجليزية)